# Giuliano Stroe
Giuliano Stroe (18 de Julho de 2004) é um fisiculturista romeno. Giuliano Stroe começou a levantar pesos e aprender ginástica desde que tinha dois anos de idade, em Florença, Itália, onde sua família vivia. Eles agora vivem novamente na Roménia. Em 2009, ele foi registrado no Guinness Book of World Records depois de definir o recorde de andar com uma bola de peso entre as pernas por 10 metros (33 pés). Stroe realizou a façanha na frente de uma platéia aplaudindo ao vivo em um programa de TV italiano, e se tornou uma sensação na internet, como centenas de milhares de pessoas já assistiram o clipe dele realizando a façanha no YouTube.
Em 24 de fevereiro de 2010, ele quebrou o recorde mundial de número de 90 graus push-ups (que é um exercício onde flexões são realizadas sem deixar que os pés toquem o chão). Stroe conseguiu 20 flexões de 90 graus batendo seu recorde anterior, de 12, ao vivo na TV romena.
Pai de Giuliano, Lulian Stroe 33 anos de idade, disse que ele levou Giuliano com ele para a academia desde que ele nasceu, mas ele tem o cuidado para não forçar muito o garoto. Stroe insiste que o cronograma de treinos de seu filho não é excessivo. "Ele nunca pode praticar sozinho, ele é apenas uma criança e se ele fica cansado, ele para", disse Lulian Stroe.
Giuliano diz que sua celebridade recém-descoberta não lhe subiu à cabeça. Ele acrescenta que ele ainda faz atividades normais de sete anos de idade, como assistir a Desenhos animados e Pintura.